# Кебь (станция)
Кебь или Кеб — сельский населённый пункт-станция в Карамышевской волости Псковского района Псковской области России.
Расположена в 13 км к западу от села Карамышево и в 13 км к востоку от центра города Пскова. Железнодорожная станция Кеб (Кебь).
| 2001 | 2002 | 2010 |
| ---- | ---- | ---- |
| 17   | ↘9   | ↘3   |